# Pias (Serpa)
Pias é uma vila portuguesa sede da Freguesia de Pias  do Município de Serpa, freguesia com 163,68 km² de área e 2542 habitantes (censo de 2021), tendo, assim, uma densidade populacional de 15,5 hab./km².

## Demografia
Nota: Nos anos de 1864 a 1890 pertencia ao concelho de Moura. Passou para o atual concelho por decreto de 13/01/1898. Nos censos de 1878 a 1930 figura com o nome de Pias e Orada. Pelo decreto lei nº 24.424, de 31/12/1936, passou a denominar-se Pias.
A população registada nos censos foi:
| Distribuição da População por Grupos Etários | Distribuição da População por Grupos Etários | Distribuição da População por Grupos Etários | Distribuição da População por Grupos Etários | Distribuição da População por Grupos Etários |
| -------------------------------------------- | -------------------------------------------- | -------------------------------------------- | -------------------------------------------- | -------------------------------------------- |
| Ano                                          | 0-14 Anos                                    | 15-24 Anos                                   | 25-64 Anos                                   | > 65 Anos                                    |
| 2001                                         | 396                                          | 340                                          | 1520                                         | 780                                          |
| 2011                                         | 347                                          | 287                                          | 1405                                         | 813                                          |
| 2021                                         | 283                                          | 247                                          | 1321                                         | 691                                          |

## Património
- Ermida de Santa Luzia
- Torre do Relógio (Pias)
- Igreja Matriz de Pias

## Feiras, Festas e Romarias religiosas
- Festa de São Sebastião (dia 20 de Janeiro)
- Festa de Nossa Senhora das Dores (na Páscoa)
- Festa de Nossa Senhora dos Prazeres (na Mina da Orada, a seguir à Páscoa)
- Festa do Jordão e dos Santos Populares (em Junho)
- Festa de São Luís e do Santíssimo Sacramento (no último fim-de-semana de Agosto) Festa Rija

## As origens de Pias
A origem do nome da vila de "Pias" deve-se ao facto de antigamente ter havido nesta zona a produção de manufacturas em granito que eram extraídas das saliências rochosas e que eram utilizadas para dar de comer e beber aos animais. Também era atribuído o nome de "Pias" aos buracos que ficavam nas rochas após se extraírem as mós para os moinhos, às pias e às soleiras que no Inverno se enchiam de água, assim como à existência de mulheres pias (ou seja, piedosas ou devotas) nesta região.
O desenvolvimento desta indústria e a sua diversificação levou a que muitos cabouqueiros se viessem a instalar nesta zona e, em face da indústria praticada, o nome do local se passasse a chamar de Pias ou Aspias.

## A vila de Pias
Na linha ondulante da paisagem aparecem as pequenas casas da vila de Pias, apenas interrompidas pela alta Torre do Relógio.
A verdadeira descoberta nesta simpática vila de casas brancas é quem lá vive. Esteja atento e se tiver oportunidade não deixe de ouvir o canto alentejano. Feito de vozes masculinas, é cantado pausadamente ao ritmo dos pés a bater na terra.
Aqui ainda pode encontrar trabalhos em ferro forjado, feitos por mãos pacientes, e peças de madeira.
Nesta terra abundante de pão, azeite e vinho, prove a gastronomia feita de produtos simples, como a sopa de poejos, os cogumelos do campo ou o cozido de couves.
Mas se preferir, o porco preto e a caça são as especialidades.

## A Ermida de Santa Luzia

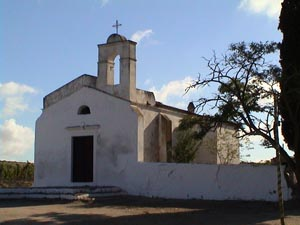
Ermida de Santa Luzia (Pias)

Reza a história que a Ermida de Santa Luzia foi erguida em homenagem à referida santa pelo facto de por ali terem passado alguns cavaleiros que, cansados da viagem, com os olhos queimados do sol e infetados pela poeira, fizeram uma paragem junto a uma nascente de água (daí o poço que lá existia ou existe) e lavaram os olhos. As suas melhoras foram de tal forma rápidas que o próprio D. Nuno Álvares Pereira (que fundou o Convento do Carmo de Lisboa com frades carmelitas de Moura que ele mesmo convidou) mandou erguer a referida capela em louvor de Santa Luzia, padroeira e santa milagrosa das doenças dos olhos.

## Provérbios de Pias
- Lá vai Serpa, lá vai Moura e as Pias ficam no meio, em chegando à minha terra não há que haver receio.
- Ó Pias, ó piais, à volta de Pias só há olivais.